# Локомотиви БДЖ 1.76 - 10.76
Локомотивите 1 – 1076 са единствените за междурелсие 760 mm с парна машина система „Компаунд“. Произведени са в локомотивната фабрика „Rheinmetall“ – Dusseldorf през 1922 г. и започват работа на линията Червен бряг – Букьовци през 1923 г. През 1924 г. са прехвърлени две машини за строителството на участъка Септември – Велинград. Впоследствие, след откриването на линията за експлоатация са докарани още два локомотива и вагони. След доставката през 1928 г. на серия 50076, които са специално за тази линия, тук са оставени два локомотива, които участват в продължаващото строителство в посока Якоруда. По-късно, след завършването на строителството тези два локомотива остават за извършване на маневрите в гара Септември. От 1946 до 1966 там остава само 176, след което той е предаден на Железопътния музей в Русе.
При доставката локомотивите са съоръжени с вакуумна спирачка за просто и автоматично действие и с ръчна спирачка. Спирателни са едностранно само първа и втора сцепна колоос. Двете спирачки действат на една и съща лостова система. След отказа на БДЖ от вакуумната спирачка на някои от локомотивите е монтирана парна, а останалите остават само на ръчна. Локомотивите имат възможност за движение в двете посоки с конструктивната си скорост.
След 1957 г. започва бракуването им и по теснолинейката Червен бряг – Оряхово. През 1967 г. са бракувани последните 4 броя. Най-късно е загасен 1076 (през 1971 г.), но извън БДЖ.

## Експлоатационни и фабрични данни за локомотивите 1 – 1076[2]
| Експлоатационен номер | фабр. №/ година | Бележки                                    |
| --------------------- | --------------- | ------------------------------------------ |
| 176                   | 429/1922        | Музеен 1966 г.                             |
| 276                   | 430/1922        | Комбинат „Марица“ Пловдив 1957 г.          |
| 376                   | 431/1922        | Бракуван 1967 г.                           |
| 476                   | 432/1922        | ПЖИ-София 1957 г.                          |
| 576                   | 433/1922        | Бракуван 1967 г.                           |
| 676                   | 434/1922        | Комбинат „Марица“ Пловдив 1957 г.          |
| 776                   | 435/1922        | Комбинат „Марица“ Пловдив 1957 г.          |
| 876                   | 436/1922        | Бракуван 1967 г.                           |
| 976                   | 437/1922        | Бракуван 1967 г.                           |
| 1076                  | 438/1922        | ГНС-Разлог 1964 г. Върнат и музеен 1979 г. |